# مارتسل ریو
مارتسل ریو (مجاری: Marcell Rév؛ زادهٔ ۳۰ دسامبر ۱۹۸۴) فیلم‌بردار اهل مجارستان است. او بیشتر برای سریال سرخوشی اچ‌بی‌او و فیلم‌های ملت ترور (۲۰۱۸) و مالکوم و ماری (۲۰۲۱) شناخته شده‌است. وی از دسامبر سال ۲۰۲۲ عضو انجمن فیلم‌برداران آمریکا بوده‌است.

## اوایل زندگی
مارتسل ریو در بوداپست مجارستان زاده شد. او در دانشگاه هنرهای نمایشی و فیلم بوداپست فیلم‌سازی خواند.